# فهرست ایلخانان ایران
ایلخانان دودمانی از فرمانروایان مغول و از نسل چنگیز خان بودند که برای دوره‌ای نزدیک به ۸۰ سال بر پهنه وسیعی از آسیای غربی و مرکزی به مرکزیت آذربایجان ایران فرمانروایی می‌کردند. بنیان‌گذار امپراتوری ایلخانی، هولاکو خان بود که از جانب برادرش منگوقاآن، مأمور تکمیل فتوحات مغول در ایران و مطیع یا نابود کردن خلافت عباسی در بغداد شد. او مأموریت‌های خود را با موفقیت به پایان رساند؛ بااین‌حال با مرگ منگوقاآن و به‌دنبال تقسیم امپراتوری مغول در ایران ماندگار شد و دودمان خود را پایه‌گذاری کرد. از زمان غازان خان، ایلخانان رسماً اسلام آوردند و سنت‌های مغولی نیاکان خود را با سنت‌های ایرانی و اسلامی ادغام کردند. طی یک روند بومی‌سازی، مغولان با اقوام ساکن ایران، به‌ویژه ترک‌ها درآمیختند. آذربایجان، جنوب ایران و حتی بغداد در دوره فرمانروایی ایلخانان از رونق و شکوفایی قابل توجه‌ای برخوردار بودند. بااین‌حال خراسان و جزیره هیچگاه به آبادانی پیش از آغاز تهاجمات مغولان بازنگشتند.
حکومت ایلخانان مغول در درازمدت بر نهادهای سیاسی ایران تأثیر گذاشت و با از میان برداشتن خلافت عباسی و ایجاد دولت یکپارچه با مرزهای مطابق با مرزهای پیشین شاهنشاهی ساسانی، به‌صورت غیرمستقیم به جان گرفتن ایده ایران‌شهر و بازسازی ایرانی یکپارچه در دوره صفوی کمک کرد. کاربرد گسترده اصطلاح «ایران‌زمین» برای قلمروی ایلخانان در منابع همان دوره، به‌عنوان برابری برای اصطلاح ساسانی «ایران‌شهر»، نمودی از بازسازی ایران به‌مثابه یک جغرافیای سیاسی در دوره ایلخانی بود. شاید مهم‌تر از همه، جمعیت‌شناسی ایران و مناطق پیرامون آن بود که برای همیشه به نفع عناصر قومی و زبانی آلتایی دگرگون شد. اگرچه گروه‌هایی از مغولان و ترک‌های اویغور، قبچاق و قرلق در این پروسه حاضر بودند، ولی همه آن‌ها درنهایت در عنصر قومی اوغوز که اکثریت را داشت مضمحل شدند. پیشینه حضور تیره‌های اوغوز در ایران و آناتولی به دوره سلجوقی برمی‌گشت، ولی تهاجمات مغولان دسته‌های بیشتری از اوغوزها را از آسیای مرکزی به سوی ایران و آناتولی روانه کرد و به تثبیت عنصر قومی آن‌ها در آسیای غربی و به‌ویژه منطقه آذربایجان انجامید.
با مرگ ابوسعید بهادرخان، شیرازه حکومت ایلخانی از هم پاشید و در ادامه مدعیانی برای سلطه بر تاج‌وتخت ایلخانی روبه‌روی هم قرار گرفتند. آخرین این مدعیان فردی موسوم به غازان دوم بود که تنها از روی سکه‌های برجای‌مانده و چند اشاره پراکنده در منابعی چون تاریخ شیخ اویس اثر ابوبکر قطبی شناخته شده‌است.

## عناوین
عناوینی که حاکمان ایلخانی برگزیدند ریشه در سنت ترکی-مغولی و فرهنگ اسلامی-ایرانی داشت. هولاکو به‌عنوان یک شاهزاده چنگیزی دارنده عنوان خان بود و پس از رسیدن قوبلای خان به مقام خاقانی، عنوان ایلخان نیز به او اعطا شد که به‌معنای تأیید حکومت هولاکو بر ایران از سوی خان بزرگ مغول بود. هولاکو همچنین عنوان ایرانی پادشاه را برای خود به‌کار برد که در برخی سکه‌های وی برابر عربی آن یعنی ملک آمده‌است. جانشین هولاکو، اباقا، علاوه بر عناوین پیشین از عنوان سلطان که ویژه حاکمان مسلمان بود نیز بهره برد که برای یک بودایی کاری غیرمعمول محسوب می‌شد. قاضی بیضاوی از نویسندگان معاصر اباقا خان، او را در کتاب نظام‌التواریخ «سلطان ایران» خوانده‌است. تگودار، جانشین و برادر اباقا خان که پس از پذیرش اسلام نام احمد را برگزیده بود، انگیزه و علاقه بیشتری برای به‌کاربردن عنوان سلطان داشت. برخی سکه‌های ارغون و گیخاتو نیز دارای عنوان سلطان هستند. همچنین در برخی سکه‌های ایلخانان پیش از غازان که به زبان مغولی و خط اویغوری هستند، از فرمانروا با عنوان «داروغه خاقان» یادشده، که داروغه در این سکه‌ها به‌معنی نایب‌السلطنه یا نایب‌الملک به‌کار رفته‌است.
در برخی سکه‌های گیخاتو که ضرب کرمان هستند، از وی با عنوان «پادشاه جهان خداوند عالم» یاد شده‌است. وصاف شیرازی نوشته که عنوان پادشاه جهان بر چاو، پول کاغذی که گیخاتو در ترویج آن کوشش داشت نیز وجود داشته‌است. نخستین موارد استفاده از عنوان پادشاه جهان به روزگار اباقا بازمی‌گردد. هرچند در برخی سکه‌های اباقا این عنوان برای اشاره به خان بزرگ مغول و نه ایلخان به‌کار رفته‌است. غازان برای نخستین‌بار عنوان قاآن را که تا زمان به‌قدرت رسیدن او ویژه خان بزرگ مغول بود برای خود به‌کاربرد. این عنوان بر روی پایزه‌ای (نشان حکومتی) از دوره ابوسعید که به زبان مغولی و خط اویغوری است نیز وجود دارد. از غازان به‌بعد، فرمانروایان ایلخانی بیشتر با عناوینی با منشأ اسلامی-ایرانی مانند «شهنشاه اسلام»، «پادشاه ایران‌زمین»، «پادشاه جهان» و «سلطان» شناخته می‌شدند. ابوسعید، واپسین پادشاه بزرگ ایلخانان، برای نخستین‌بار در تاریخ ایران، عنوان «بهادرخان» را برای خودش به‌کار برد. معنی این عنوان ترکی-مغولی، «خان دلیر یا قهرمان» است.

## فهرست

### ایلخانان بزرگ
| نگاره | نام                     | نام سلطنتی                                               | نسب                           | سال‌های زمامداری به هجری قمری                 | دین و مذهب                             | علت مرگطول عمر | اتفاقات مهم |
| ----- | ----------------------- | -------------------------------------------------------- | ----------------------------- | -------------------------------------------- | -------------------------------------- | --- | --- |
|       | هولاکو ᠬᠦᠯᠡᠭᠦ Hülegü    | -                                                        | پسر تولوی خان و نوه چنگیز خان | پایان سال ۶۵۳ تا ۱۹ ربیع‌الثانی ۶۶۳           | بودیسم تبتی                            | صرع۴۸ | - نابودی اسماعیلیان الموت - سقوط بغداد و انقراض خلافت عباسی - مرگ منگوقاآن و آغاز بحران جانشینی در امپراتوری مغول - نبرد عین جالوت - جنگ‌داخلی خاندان تولی - جنگ هولاکو و برکه - تقسیم امپراتوری مغول - انتخاب مراغه به پایتختی ایلخانان و آغاز بنای رصدخانه مراغه                                                                                                |
|       | اباقا ᠠᠪᠠᠭᠠ Abaγa       | -                                                        | پسر هولاکو                    | ۳ رمضان ۶۶۳ تا ۲۰ ذی‌الحجه ۶۸۰                | بودیسم تبتی                            | جنون الکلی۴۹ | - انتقال پایتخت از مراغه به تبریز - جنگ با اردوی زرین و تثبیت حاکمیت ایلخانان بر قفقاز جنوبی - جنگ با خانات جغتای و تثبیت حاکمیت ایلخانان بر خراسان - نبرد البیستان و پس از آن کشتار ۲۰۰٬۰۰۰ تا ۵۰۰٬۰۰۰ نفر از مسلمانان آناتولی به تلافی پشتیبانی آن‌ها از ممالیک - نبرد حمص                                                                                      |
|       | تگودار ᠲᠡᠭᠦᠳᠡᠷ Tegüder  | سلطان احمد ᠠᠮᠠᠳ ᠰᠤᠯᠲᠠᠨ Amad Sultan                       | پسر هولاکو                    | ۲۶ محرم ۶۸۱ تا ۲۶ جمادی‌الاول ۶۸۳             | اسلام سنی                              | اعدام به فرمان ارغون۳۷ | - تنش‌زدایی با ممالیک - شورش ارغون |
|       | ارغون ᠠᠷᠭᠤᠨ Arγun       | -                                                        | پسر اباقا                     | ۷ جمادی‌الثانی ۶۸۳ تا ۶ ربیع‌الاول ۶۹۰         | بودیسم تبتی                            | مصرف مداوم یک معجون ترکیبی با گوگرد و زنبق که از سوی کیمیاگران و راهبان برای افزایش طول عمر ارغون تجویز شده بود.۳۳                                                                                    | - قتل شمس‌الدین محمد جوینی - تضعیف قدرت مسلمانان در دولت، همزمان با افزایش اهمیت سیاسی مسیحیان و یهودیان - قتل سعدالدوله ابهری |
|       | گیخاتو ᠭᠡᠢᠬᠠᠲᠤ Geiḵatu  | ایرنجین تورجی ᠢᠷᠢᠨᠴᠢᠨᠲᠤᠷᠴᠢ Irinčinturči                  | پسر اباقا                     | ۲۳ رجب ۶۹۰ تا ۶ جمادی‌الاول ۶۹۴               | بودیسم تبتی                            | اعدام به فرمان بایدو۳۶ | - سرکوب شورش‌های ضدمغولی ترکمانان و یونانیان آناتولی - تلاش ناموفق برای ترویج چاو، نخستین پول کاغذی تاریخ ایران - شورش بایدو |
|       | بایدو ᠪᠠᠢᠳᠤ Baidu       | -                                                        | پسر طَرَغای و نوه هولاکو        | جمادی‌الاول تا ذی‌القعده ۶۹۴                   | مسیحیت نسطوری                          | اعدام به فرمان غازان۴۰ | - شورش غازان |
|       | غازان ᠭᠠᠰᠠᠨ Γasan       | سلطان محمود ᠮᠠᠬᠮᠤᠳ ᠰᠤᠯᠲᠠᠨ Maq(a)mud Sultan               | پسر ارغون                     | رسماً از پایان سال ۶۹۴ تا ۱۱ شوال ۷۰۳         | اسلام سنی                              | بیماری نامشخص. مورخان مملوک ادعا کرده‌اند که وی توسط همسرش بلغان خاتون مسموم شده‌است. بااین‌حال مورخان امروزی این ادعا رو مورد تردید قرار داده و عوامل طبیعی مانند سوءمصرف الکل را عامل مرگ دانسته‌اند ۳۲ | - تبدیل اسلام به دین رسمی ایلخانان - اصلاح یاسای چنگیزی مطابق با احکام اسلام و ایجاد یاسای غازانی - اصلاحات گسترده در امور مالی و مالیاتی - سه لشکرکشی ناموفق به شام در سال‌های ۶۹۹، ۷۰۰ و ۷۰۲ - تأسیس شنب غازان |
|       | محمد ᠮᠤᠬᠠᠮᠠᠳ Muqamad    | سلطان اولجایتو ᠦᠯᠵᠡᠢᠲᠦ ᠰᠤᠯᠲᠠᠨ Öljeitü Sultan             | پسر ارغون                     | ۱۵ ذی‌الحجه ۷۰۳ تا ۲۸ رمضان ۷۱۶               | اسلام سنی تا ۷۰۹ و پس از آن اسلام شیعه | پرخوری۳۵ | - تکمیل بنای شهر سلطانیه و انتخاب آن برای پایتختی ایران - لشکرکشی اولجایتو به گیلان - پایان دادن به حکومت‌های خراجگزار سلجوقیان روم و قراختاییان کرمان و تبدیل قلمروی آن‌ها به ایالات ایلخانی - لشکرکشی به شام در سال ۷۱۲ که واپسین کوشش ایلخانان برای سلطه بر این سرزمین بود و با ناکامی به پایان رسید - تلاش ناموفق برای رسمیت بخشیدن به تشیع در قلمروی ایلخانان |
|       | ابوسعید ᠪᠤᠰᠠᠶᠢᠳ Busayid | ابوسعید بهادرخان ᠪᠤᠰᠠᠶᠢᠳ ᠪᠠᠭᠠᠲᠤᠷ ᠬᠠᠨ Busayid Baγatur Qan | پسر اولجایتو                  | رسماً از ماه صفر سال ۷۱۷ تا ۱۳ ربیع‌الثانی ۷۳۶ | اسلام سنی                              | نامشخص با احتمال مسمومیت توسط بغداد خاتون۳۰ | - قتل رشیدالدین فضل‌الله همدانی - قتل امیر چوپان - ایجاد روابط دوستانه با ممالیک پس از دهه‌ها جنگ و تنش - گسترش روابط تجارتی ایران با جمهوری ونیز |

### ایلخانان رقیب

جغرافیای سیاسی ایران در اواخر عصر ایلخانان رقیب

بیشتر این ایلخانان دست‌نشانده سرداران و صاحب‌منصبان بودند. تا دهه دوم پس از مرگ ابوسعید، ایلخانان تمام اقتدار و قدرت پیشین خود را از دست دادند.
| نام       | نام سلطنتی                   | نسب                                                    | سال‌های زمامداری به هجری قمری    | مقر سیاسی                        | حامی سیاسی                                | علت مرگ |
| --------- | ---------------------------- | ------------------------------------------------------ | ------------------------------- | -------------------------------- | ----------------------------------------- | --- |
| آرپاکاوون | سلطان معزالدنیا والدین محمود | از نوادگان اَریق بوقا، یکی از برادران هولاکو خان        | ۱۸ ربیع‌الثانی ۷۳۶ تا ۳ شوال ۷۳۶ | آذربایجان                        | غیاث‌الدین محمد                            | به فرمان امیرعلی پادشاه اعدام شد. |
| موسی      | -                            | پسر علی و نوه بایدو خان                                | ۷۳۶ تا ۷۳۷                      | آذربایجان و عراق                 | امیرعلی پادشاه                            | به فرمان شیخ حسن جلایر اعدام شد. |
| پیرحسین   | سلطان محمد خان               | از نوادگان منگوتیمور، پسر هولاکو خان                   | ۷۳۶ تا ۷۳۸                      | آذربایجان                        | شیخ حسن جلایر                             | به فرمان شیخ حسن چوپانی اعدام شد. |
| طغاتیمور  | -                            | از نوادگان جوجی قسار، یکی از برادران چنگیز خان         | ۷۳۷ تا ۷۵۴                      | جرجان                            | -                                         | توسط سربداران کشته شد. |
| ساتی‌بیگ   | -                            | دختر اولجایتو                                          | اوایل تا اواخر ۷۳۹              | آذربایجان                        | شیخ حسن چوپانی                            | از سرنوشت نهایی وی اطلاعی در دست نیست. |
| عزالدین   | سلطان جهان‌تیمور خان          | پسر آلافرنگ و نوه گیخاتو خان                           | ۷۳۹ تا اوایل ۷۴۱                | عراق                             | شیخ حسن جلایر                             | شیخ حسن جلایر او را به‌سبب عدم مشروعیت مقابل چوپانیان از سلطنت خلع کرد و مدتی به تصدیق طغاتیمور به‌عنوان ایلخان قانونی پرداخت. از وضعیت جهان‌تیمور پس از خلع اطلاعی وجود ندارد. |
| الیاس     | سلطان سلیمان خان             | از نوادگان یُشْموت، پسر هولاکو خان                       | اواخر ۷۳۹ تا ۷۴۸                | آذربایجان تا ۷۴۴ و پس از آن عراق | شیخ حسن چوپانی تا ۷۴۴ و سپس شیخ حسن جلایر | از سرنوشت نهایی وی اطلاعی در دست نیست. |
| سیف‌الملوک | -                            | به‌گفتهٔ حافظ ابرو، وی مدعی بود از فرزندان اولجایتو است. | ۷۴۳                             | گیلان                            | -                                         | مدت کوتاهی پس از ادعای سلطنت، توسط شیخ حسن چوپانی سرکوب شد و به‌عنوان اسیر نزد سلیمان فرستاده شد؛ سلیمان نیز فرمان به اعدام او داد.                                           |
| انوشروان  | سلطان انوشروان خان عادل      | نامشخص                                                 | ۷۴۴ تا ۷۵۷                      | آذربایجان                        | ملک اشرف                                  | از سرنوشت نهایی وی اطلاعی در دست نیست. |
| غازان دوم | -                            | نامشخص                                                 | ۷۵۷ تا ۷۵۸                      | آذربایجان                        | ملک اشرف                                  | از سرنوشت نهایی وی اطلاعی در دست نیست. |